# Velifer hypselopterus
Velifer hypselopterus es un pez que pertenece a la familia Veliferidae, del orden Lampriformes. Esta especie crece hasta una longitud de 40 centímetros (16 pulgadas). Es monotípico en su género.